# ايكاتيبيك دي موريلوس
إكاتيبيك، هي مدينة وبلدية في ولاية المكسيك. كلاهما ببساطة يعرف باسم «إكاتيبيك». تشترك المدينة بشكل عملي مع البلدية، عدد سكان المدينة في عام 2005 بلغ 1,687,549 نسمة 99.9 ٪ من إجمالي عدد سكان البلدية البالغ عددهم 1,688,258. عدد السكان المؤقت في تعداد عام 2010 بلغ 1,658,806. وهي تعتبر ثاني أكبر بلدية في المكسيك من حيث التعداد السكاني.
اسم «إكاتيبيك» مشتق من ناهواتل، ويعني «تل عاصف» أو «التل المخصص لـ إيكاتل». كان أيضًا اسمًا أو استدعاءًا بديلاً لـ كيتز الكواتل. «موريلوس» هو الاسم الأخير لخوسيه ماريا موريلوس، بطل حرب الاستقلال المكسيكية.
تم تمديد نظام مترو أنفاق مدينه المكسيك إلى إكاتيبيك
«سان كريستوبال» (القديس كريستوفر) يعتبر شفيع المدينة. يحتفل بعيده في 25 يوليو من كل سنة.
تشمل النقاط المثيرة للاهتمام أحدث كاتدرائية كاثوليكية في المكسيك، وقلب يسوع المقدس، والعديد من كنائس الحقبة الاستعمارية وصرح العقيد: «كاسا دي لوس فيرييس».

## جغرافية

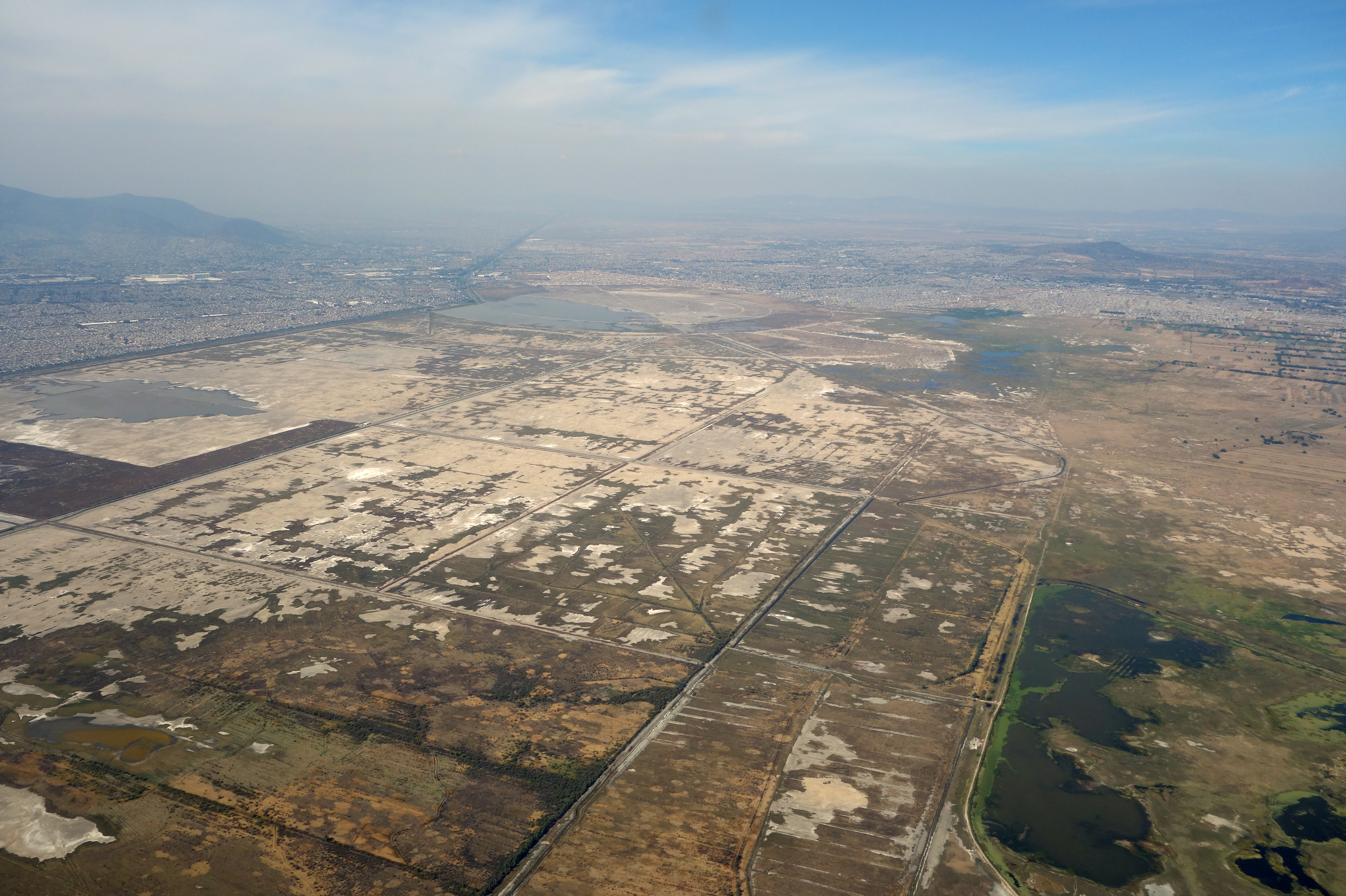
Sosa Texcoco ، تهبط الطائرة فوق Ecatepec de Morelos.

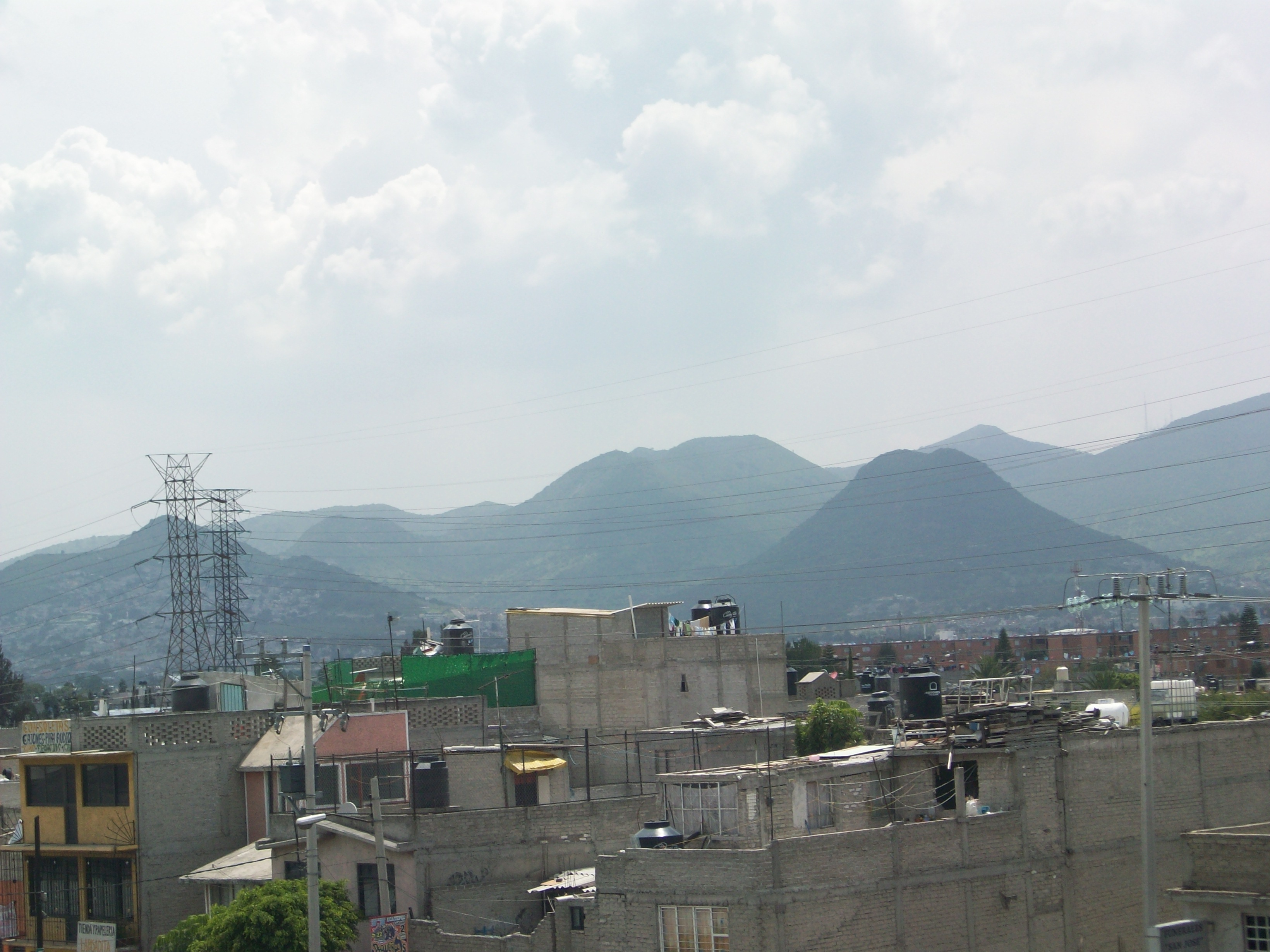
سييرا دي غوادالوبي في Ecatepec de Morelos.

موقع البلدية هو شمال مدينة مكسيكو، وتقع الإحداثيات الجغرافية في منخفض شديد من غرينتش، خط العرض الشمالي 19º29'23 «الحد الأدنى، 19º40'28» الأقصى، خط الطول الغربي 98 ° 58’30’0 «الحد الأدنى، و 99 ° 08 '35» كحد أقصى.
بلدة سان كريستوبال إكاتيبيك، وهي مقر بلدية، تتمتع بسلطة قضائية على المجتمعات التالية: سان بيدرو إكسولوكستوك، تولبيتلاك، تشيكوناوتلا، سيوداد أزتيكا وفيلا دي أراغون. يمتد إجمالي البلدية 157.34 كم 2 وتتحاذى في الحدود مع بلديات تلانيبانتلا دي باز، تيكاماك، كواكالكو دي بيريوزابال، جالتينكو، اكولمان، تيكسكوكو، أتنكو، نيزاهوالكويوتل ومدينة مكسيكو (غوستافو A. ماديرو). وتشكل مساحة هذه البلدية 155 كيلومتر مربع (59.85 ميل مربع).
المستوطنات البشرية في إيكاتيبيك دي موريلوس عبارة عن واد ممتد من وادي المكسيك إلى سييرا دي غوادالوبي.

### النباتات والحيوانات
75٪ من بلدية إيكاتيبيك دي موريلوس متحضرة، ولا توجد حيوانات كبيرة في هذه المنطقة؛ حيث تعيش ثدييات صغيرة بشكل أساسي في مرتفعات سييرا دي غوادالوبي مثل الفأر والأرانب والسنجاب الرمادي والخفافيش والغوفر والطيور مثل سيزونتل وسبارو. النباتات في سييرا دي غوادالوبي تتمثل بأشجار الصنوبر والبلوط وأوكوت الصنوبر ونباتات القرن والكمثرى الشائك والزاكاتون (عشب الجبل) وغيرها.

## التاريخ

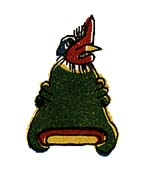
الصورة الرمزية لـ إيكاتيبيك. يُشار إلى اسمها بتلة (تبتل) ووجه إله الريح (إيكاتل).

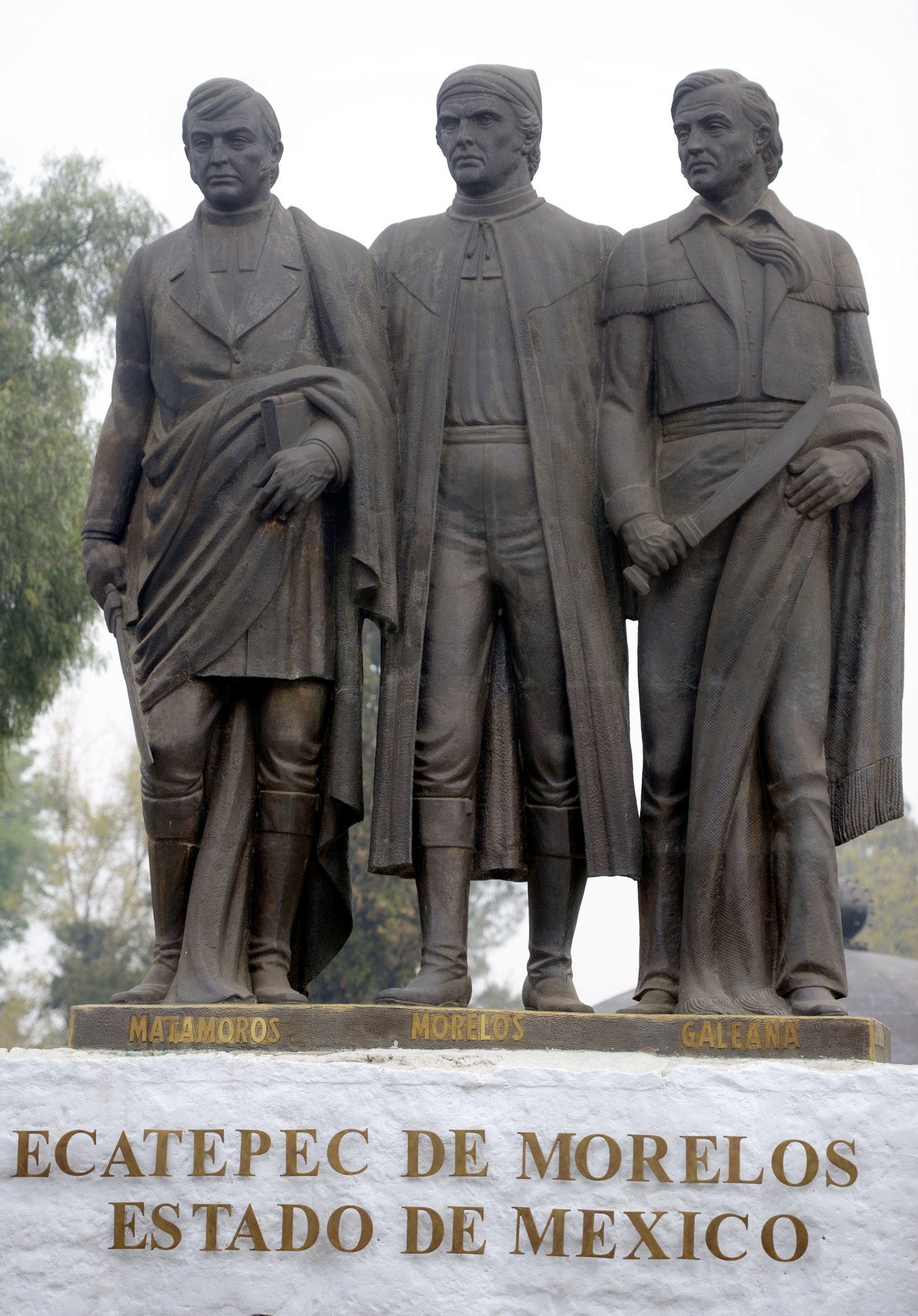
نصب تذكاري لماريانو ماتاموروس وخوسيه ماريا موريلوس وهيرمينجيلدو جاليانا في باركي سان كريستوبال إيكاتيبيك.

عُثر على بقايا الإنسان القديم في منطقة في تل سيرو دي إيكاتيبيك القريبة . تمت تسوية المنطقة في البداية من قبل موجات متتالية من أوتوميس. ومع ذلك، بسبب وصول تولتيك تيشتيشيميكاس في وقت متأخر التي سيطرت على بقية وادي المكسيك، في النهاية ضُمت هذه المنطقة لبقية الوادي، وانتهت بهيمنة إمبراطورية الأزتك. كانت إيكاتيبيك إحدى مدن الأزتك التيبتل أو مدينة ـ ولاية في وادي المكسيك. من عام 1428 إلى عام 1539، كان إكاتيبيك يحكمه التلاتواني (حرفيا «المتحدث»). كانت التلاتوك (جمع تلاتواني) من إيكاتيبيك مرتبطة ارتباطًا وثيقًا بالسلالة الحاكمة في تينوختيتلان. - شيمالبيلي الأول، حفيد موكتيزوما الأول. - تيزوزوموك، ابن تشيمالبوبوكا. - ماتلاكوهواتل، تزوجت ابنته تيوتلالكو من موكتيزوما الثاني. - تشيمالبلي، ابن اهويتزوتل. - دييغو دي ألفارادو هوانيتزين، حفيد أكساياكاتل.
تم بعد ذلك تعيين دييغو هوانيتزين تينوختيتلان من تلاتواني بواسطة أنطونيو دي ميندوزا، نائب الملك في إسبانيا الجديدة.
خلال إمبراطورية الأزتك، استخدم المكسيكيون المدينة لإحكام السيطرة على طرق التجارة بإتجاه الشمال.
اعتُبِرت إيكاتيبيك جمهورية الهنود " (جمهورية الهند) 1560، مما سمح للقرية بالحفاظ على قدر محدد من الحكم الذاتي والحفاظ على خلافة التلاتوانيس أو الرؤساء. ومع ذلك، في الجزء الأول من القرن السابع عشر، تغيير هذا إلى منصب رئاسة البلدية، مع الإدارة الإسبانية، جنبًا إلى جنب مع مجتمعات زومبانقو وإكسالوستوك.
أُنشأت البلدية بشكل رسمي في 13 أكتوبر 1874. في 1 أكتوبر 1877، وأعلن سان كريستوبال إكاتيبيك قرية وأضيفت «دي موريلوس» إلى اسمها.
أُعدم البطل القومي خوسيه ماريا موريلوس واي بافون في إيكاتيبيك عام 1815 أثناء حرب الاستقلال المكسيكية على يد الإسبان. المنزل الذي أعدم فيه تحول الآن إلى متحف كازا دي موريلوس (متحف بيت موريلوس). وأُعلنت إيكاتيبيك مدينة في 1 ديسمبر 1980.
في أبريل 1995، عُثِر على بقايا ماموث في كولونيا الايخيدوس دي سان كريستوبال، حيث البحيرات القديمة إكسالتوكان -إيكاتيبيك وتيكسكوكو جاءت معا، وحيث الازتيك بنوا سد لإبقاء المياه العذبة والمالحة منفصلة. أُرِخ العظام مؤقتًا إلى حوالي 10500 سنة قبل الميلاد 
بلغ عدد سكان إيكاتيبيك دي موريلوس عام 2010،1,656,107 نسمة، مما جعلها البلدية الأكثر ازدحاماً بالسكان في الدولة  ، وكذلك في الولاية.
احتفل البابا فرانسيس بالقداس في المدينة في فبراير 2016، أمام حشد من 300000. كانت رسالة البابا تحث على التشجيع وتعارض العنف وتجارة المخدرات التي تنتشر في المنطقة.

## سياسة

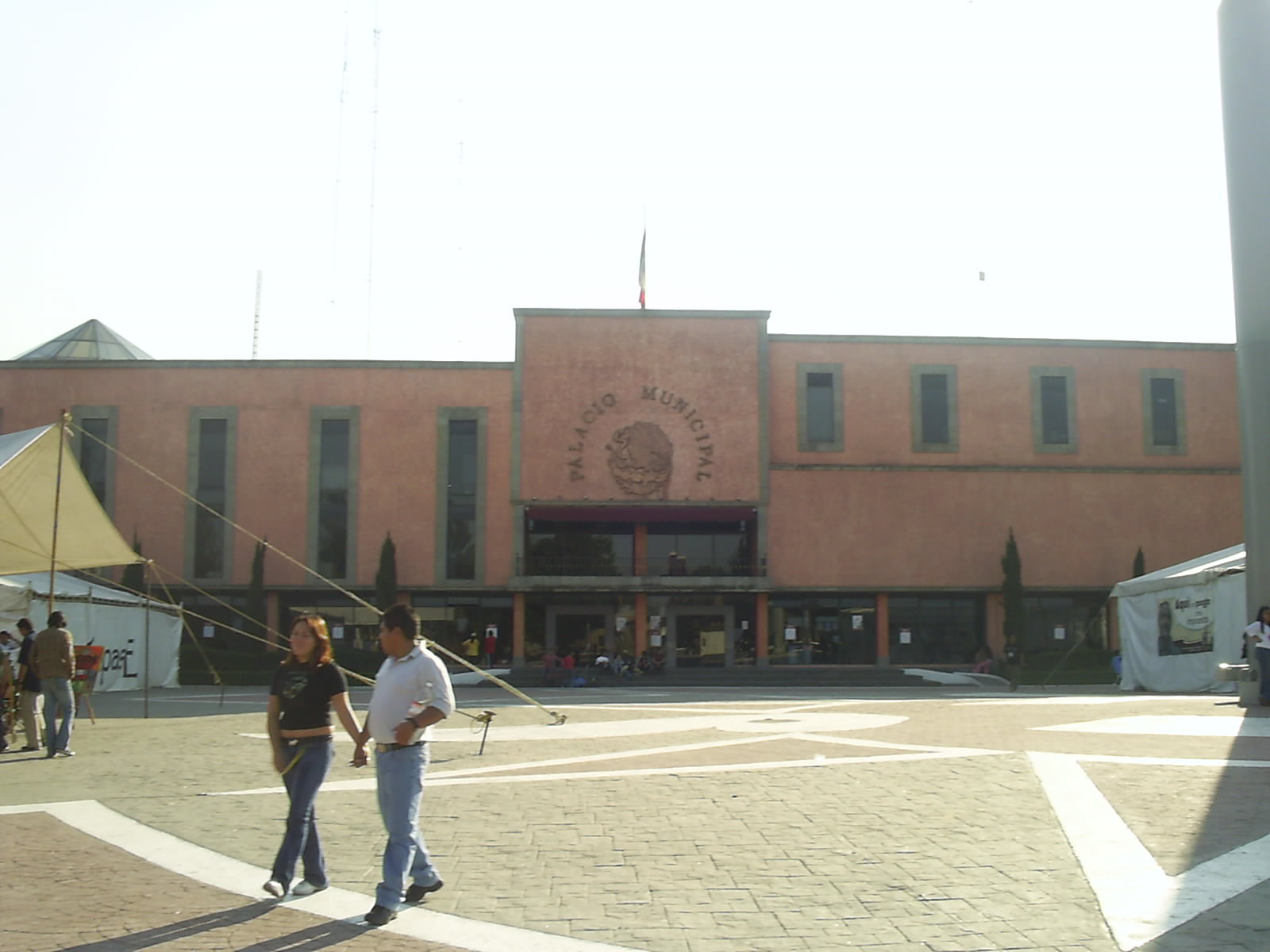
منزل البلدية في سان كريستوبال إيكاتيبيك.

| عمدة                    | زمن    |
| ----------------------- | ------ |
| إنداليسيو ريوس فيلاسكيز | 2016 – |

## الديموغرافيا
يعيش تقريبًا جميع السكان (99.934٪) في منطقة حضارية واحدة، وهي إيكاتيبيك دي موريلوس، وهي المنطقة الأكثر ازدحاماً بالسكان (المدينة) في المكسيك باستثناء لزتابالابا بورو في مدينة مكسيكو. هناك أيضًا ست مناطق ريفية (مدن، بلدات، وقرى) في البلدية، نصفها لم يسجل أي سكان في تعداد 2010:
| مكان مأهول                                  | تعداد السكان 2010 |
| ------------------------------------------- | ----------------- |
| سان كريستوبال إيكاتيبيك                     | 1,655,015         |
| ميسا دي لوس ليونز                           | 578               |
| تييرا بلانكا سيجوندا سيكون (إجيدو إكاتيبيك) | 480               |
| فيستا هيرموسا                               | 34                |
| Banco de Tepetate (La Tepetatera)           | 0                 |
| كاسيتا تريس كورفا ديل ديابلو                | 0                 |
| El Tejocote                                 | 0                 |
| إجمالي البلدية                              | 1,656,107         |

## الاقتصاد

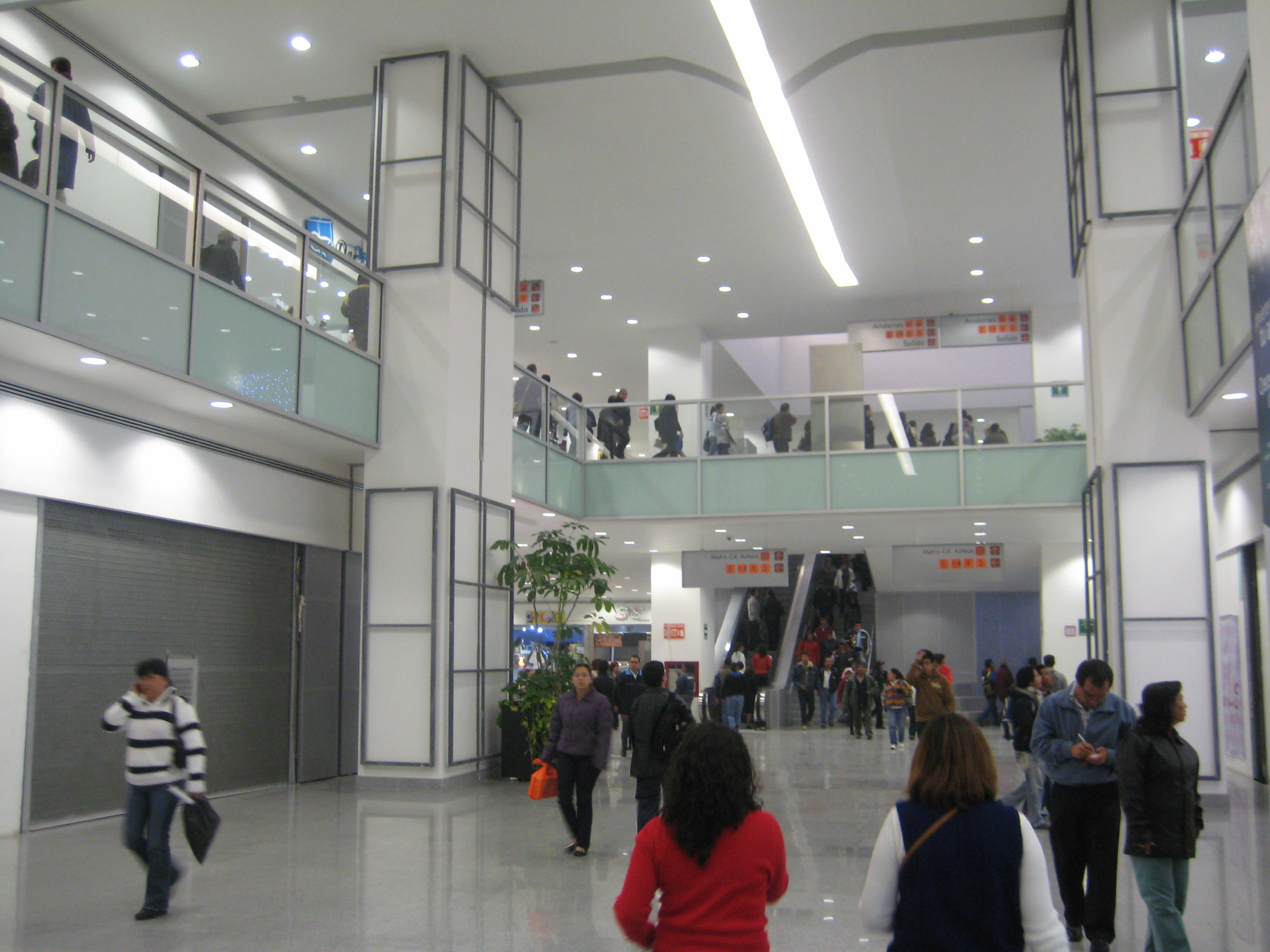
Ciudad Azteca, subway and mexibus station in Central Avenue.

يقع مركز التسوق بلازل لاس اميريكانز في إيكاتيبيك، حيث توجد متاجر ليفربول وسييرز وساوبربيا بالإضافة إلى وول مارت.

## وسائل النقل

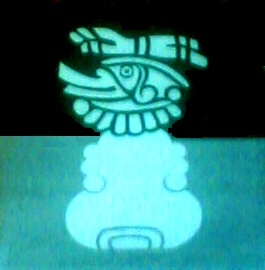
شعار محطة مترو إيكاتيبيك

يتم تقديم إيكاتيبيك من خلال الخط B من نظام مترو مدينة مكسيكو، بما في ذلك محطات مازكويز وإيكاتيبيك (المعروفة أيضًا باسم التكنولوجية) وأوليمبيكا وبلازا أراغون وسيوداد أزتيكا 
في عام 2016، قُدِم لسكان ايكاتيبيك نظام نقل جديد: يعرف ب مكسيكي. هذا المشروع عبارة عن تلفريك والغرض الرئيسي منه هو مساعدة الناس على التنقل بشكل أسرع (على عكس معظم عربات التلفريك التي يستخدمها السياح كمستخدمين رئيسيين)، خاصة في المناطق ذات الجغرافيا المعقدة. طورت الفكرة في الأصل في أمريكا الجنوبية، حيث أن كولومبيا كانت أول دولة تضيف نظام تلفريك، يسمى ميديلين، كجزء من المترو المنسوب لهم. يبلغ طول ميكسيكابل، ويعتبر أول تلفريك تم إنشاؤه في المكسيك كوسيلة من وسائل النقل العام، حوالي 5 كيلومترات (3 أميال) و 190 سيارة ويدير الخط بأكمله في حوالي 17 دقيقة.
يقع ايكاتيبيك في Fed 85، طريق مدينة مكسيكو - باتشوكا السريع، Fed 57 / Fed 57D (مكسيكويس الدائرة الخارجية)، و Fed 132 (طريق ايكاتيبيك - تيوتيهواكان السريع).

## المدن الشقيقة
| مدينة     | حالة      | بلد            | مرجع   |
| --------- | --------- | -------------- | ------ |
| كاراكاس   | ميراندا   | فنزويلا        | [ 14 ] |
| كواوتلا   | موريلوس   | المكسيك        |        |
| غوادالوبي | زاكاتيكاس | المكسيك        | [ 15 ] |
| قوانغتشو  |           | الصين          |        |
| ناميانغجو |           | كوريا الجنوبية | [ 16 ] |
| سان خوسيه |           | كوستاريكا      |        |

- مكسيكو
- تلفريك
- مترو مدينة مكسيكو

## روابط خارجية
- (بالإسبانية) Portal of Ecatepec de Morelos
- (بالإسبانية) Ayuntamiento Constitucional de Ecatepec de Morelos Official website